# Takis Chadzijeorjiu
Takis Chadzijeorjiu, gr. Τάκης Χατζηγεωργίου (ur. 11 grudnia 1956 w Pafos) – cypryjski polityk i publicysta, poseł do Parlamentu Europejskiego VII i VIII kadencji.

## Życiorys
Po ukończeniu szkoły średniej odbył służbę wojskową. Studiował prawo na Uniwersytecie Ateńskim, kształcił się też w zakresie dziennikarstwa. Pracował w Niemczech i Australii. Później zatrudniony w cypryjskiej firmie produkującej programy telewizyjne. Współtworzył talk show Bez granic, poświęcony m.in. kontrowersyjnym aspektom historii Cypru. Przez dwanaście lat zajmował stanowisko dyrektora stacji radiowej "Astra 92.8". Opublikował m.in. trzy książki i szereg artykułów poświęconych głównie sprawom edukacji. Od 1996 do 2009 był posłem do Izby Reprezentantów, reprezentującym eurokomunistyczną Postępową Partię Ludzi Pracy. W 2000 wszedł w skład komitetu centralnego tego ugrupowania. W wyborach w 2009 z listy partii AKEL uzyskał mandat deputowanego do Parlamentu Europejskiego VII kadencji. Przystąpił do grupy Zjednoczonej Lewicy Europejskiej i Nordyckiej Zielonej Lewicy, a także do Komisji Spraw Zagranicznych. W 2014 z powodzeniem ubiegał się o reelekcję.